# Archiv für Christlich-Demokratische Politik
Das Archiv für Christlich-Demokratische Politik (ACDP) in der Konrad-Adenauer-Stiftung, 1976 auf Initiative von Heinrich Krone, Bruno Heck und Helmut Kohl in Sankt Augustin errichtet, ist das Zentralarchiv der Christdemokratie in Deutschland.

## Aufgaben
Nach den Vorstellungen der Gründer sollte durch Zusammenführung der Quellen zur Geschichte der CDU und durch Aufarbeitung des gesammelten Materials die Wissenschaft in die Lage versetzt werden, die Wirksamkeit christlich-demokratischer Politik in der deutschen und europäischen Nachkriegsgeschichte umfassend zu erforschen.
Das ACDP ist zuständig für das Archivgut der Christlich Demokratischen Union Deutschlands (CDU), ihrer führenden Repräsentanten, Gremien und Organisationen. Zudem sammelt es Akten und andere Zeugnisse der christlichen Vorläuferparteien sowie jener Parteien, die in der Union aufgegangen sind. Auch das Schriftgut der internationalen, insbesondere europäischen Zusammenschlüsse christlich-demokratischer Parteien wird kontinuierlich archiviert. Mit der Übernahme von Archiv und Bibliothek der Ost-CDU hat das ACDP seit 1990 überdies Bedeutung für die Erforschung der DDR-Geschichte gewonnen.
Das Archivgut umfasst zurzeit insgesamt mehr als 17.000 laufende Meter Akten sowie umfangreiche Foto- und Plakatbestände und audio-visuelle Materialien. Neben dem Historischen Archiv steht den Benutzern eine Dokumentation zur Verfügung, die Nachrichten und Kommentare aus Presse und Fernsehen sowie Veröffentlichungen der staatlichen Organisationen, der Parteien, Verbände, Kirchen und gesellschaftlicher Institutionen erschließt. Hinzu kommt eine wissenschaftliche Spezialbibliothek mit derzeit rund 164.000 Titeln zur Politik und Zeitgeschichte. Durch die Verzahnung der Bereiche Archiv, Dokumentation und Bibliothek ist das ACDP sowohl Wissensspeicher als auch Forschungseinrichtung. Seine Wirksamkeit entfaltet es
- durch Bereitstellung seiner Bestände für die historische und politikwissenschaftliche Forschung,
- durch eigene Ausstellungen, Tagungen und Veranstaltungsreihen (z. B. seit 2000 „Die Ära Kohl im Gespräch“),
- durch Editionen und Publikationen (speziell in seiner Schriftenreihe „Forschungen und Quellen zur Zeitgeschichte“ und in seiner jährlich erscheinenden Zeitschrift „Historisch-Politische Mitteilungen“).

Die Bedeutung des Archivs für Christlich-Demokratische Politik für die Erforschung der Christlichen Demokratie und der Geschichte Deutschlands seit 1945 ist weltweit anerkannt, was sich an der häufigen Konsultation und Nutzung durch ausländische Wissenschaftler ablesen lässt.
Bisherige Leiter waren Klaus Gotto, Günter Buchstab und Hanns Jürgen Küsters. Seit 2018 leitet Michael Borchard das Archiv.